# Cim
Cim är ett samhälle i Bosnien och Hercegovina.   Det ligger i entiteten Federationen Bosnien och Hercegovina, i den södra delen av landet, 70 km sydväst om huvudstaden Sarajevo. Cim ligger 142 meter över havet och antalet invånare är 3 966.